# Mùa Xuân đen (Cuba)
Mùa Xuân đen (tiếng Anh: Black Spring) là tên gọi cuộc trấn áp các cá nhân bất đồng chính kiến ở Cuba năm 2003. Trong cuộc trấn áp này, chính phủ Cuba đã bắt giữ 75 người bất đồng chính kiến, trong đó có 29 nhà báo, cũng như các quản thủ thư viện, các nhà hoạt động nhân quyền cùng các nhà hoạt động dân chủ, dựa trên sự cáo buộc họ làm gián điệp cho Hoa Kỳ bằng việc chấp nhận nhận trợ giúp tài chính của chính phủ Mỹ để hoạt động chống chính phủ Cuba. Cuộc trấn áp các nhà hoạt động này bắt đầu từ ngày 18 tháng 3 năm 2003 và kéo dài trong2 ngày.
Đáp lại các vụ bắt giam này, Tổ chức Ân xá Quốc tế đã gọi 75 người tù Cuba này là tù nhân lương tâm. Liên minh châu Âu đã áp đặt các biện pháp trừng phạt đối với nhà nước Cuba của Fidel Castro từ năm 2003 tới tháng 1 năm 2008. Liên minh châu Âu tuyên bố rằng các vụ bắt giữ này "vi phạm quyền con người căn bản nhất, đặc biệt là về phần tự do ngôn luận và tự do hội họp chính trị".
Một số lớn các nhà bất đồng chính kiến đã được thả trong các năm sau này.

## Các người bị bắt giam
Manuel Vázquez Portal được trao Giải Tự do Báo chí Quốc tế (International Press Freedom Award) năm 2003. Héctor Maseda Gutiérrez cũng được trao giải này năm 2008, trong khi vẫn bị nhốt trong nhà tù hết sức nghiêm ngặt.
Danh sách 75 nhân vật bất đồng chính kiến bị tù và bản án của họ:
- Nelson Aguiar Ramírez 13 năm tù (được thả ngày 8.4.2009)
- Osvaldo Alfonso Valdés 18 năm tù
- Pedro Pablo Alvarez Ramos 25 năm tù
- Pedro Argüelles Morán 20 năm tù
- Víctor Rolando Arroyo Carmona 26 năm tù
- Mijail Bárzaga 15 năm tù
- Margarito Broche Espinosa 25 năm tù
- Marcelo Cano Rodríguez 18 năm tù
- Roberto de Miranda 20 năm tù
- Carmelo Díaz Fernández 15 năm tù
- Eduardo Díaz Fleitas 21 năm tù
- Antonio Díaz Sánchez 20 năm tù
- Alfredo Domínguez Batista 14 năm tù
- Oscar Espinosa Chepe 20 năm tù
- Alfredo Felipe Fuentes 26 năm tù
- Efrén Fernandéz Fernandéz 12 năm tù
- Juan Adolfo Fernández Saínz 15 năm tù
- José Daniel Ferrer García 25 năm tù
- Luis Enrique Ferrer García 28 năm tù
- Orlando Fundora Alvarez 18 năm tù
- Próspero Gaínza Agüero 25 năm tù
- Miguel Galván Gutiérrez 26 năm tù
- Julio César Gálvez Rodríguez 15 năm tù
- Edel José García Díaz 15 năm tù
- José Luis García Paneque 24 năm tù
- Ricardo González Alfonso 20 năm tù (được thả ngày 12.7.2010)
- Diosdado González Marrero 20 năm tù
- Léster González Pentón 20 năm tù
- Alejandro González Raga 14 năm tù (được thả ngày 16.2.2008)
- Jorge Luis González Tanquero 20 năm tù
- Leonel Grave de Peralta 20 năm tù
- Iván Hernández Carrillo 25 năm tù
- Normando Hernández González 25 năm tù
- Juan Carlos Herrera Acosta 20 năm tù
- Regis Iglesias Ramírez 18 năm tù
- José Ubaldo Izquierdo Hernandez 16 năm tù
- Reinaldo Labrada Pena 6 năm tù
- Librado Linares García 20 năm tù
- Marcelo López Banobre 15 năm tù
- José Miguel Martínez Hernández 13 năm tù
- Héctor Maseda Gutiérrez 20 năm tù
- Luis Milán Fernández 13 năm tù
- Nelson Moliné Espino 20 năm tù
- Angel Moya Acosta 20 năm tù
- Jesús Mustafá Felipe 25 năm tù
- Felix Navarro Rodríguez 25 năm tù
- Jorge Oliveira Castillo 18 năm tù
- Pablo Pacheco Avila 20 năm tù
- Héctor Palacios Ruíz 25 năm tù
- Arturo Pérez de Alejo Rodríguez 20 năm tù
- Omar Pernet Hernández 25 năm tù (được thả ngày 16.2.2008)
- Horacio Pina Borrego 20 năm tù
- Fabio Prieto Llorente 20 năm tù
- Alfredo Pulido López 14 năm tù
- José Gabriel Ramón Castillo 20 năm tù (được thả ngày 16.2.2008)
- Arnaldo Ramos Lauzerique 18 năm tù
- Blas Giraldo Reyes Rodríguez 25 năm tù
- Raúl Rivero Castañeda 20 năm tù
- Alexis Rodríguez Fernández 15 năm tù
- Omar Rodríguez Saludes 27 năm tù
- Martha Beatriz Roque 20 năm tù
- Omar Ruiz Hernández 18 năm tù
- Claro Sanchéz Altarriba 18 năm tù
- Ariel Sigler Amaya 20 năm tù
- Guido Sigler Amaya 20 năm tù
- Ricardo Enrique Silva Gual 10 năm tù
- Fidel Suárez Cruz 20 năm tù
- Manuel Ubals González 20 năm tù
- Julio Antonio Valdés Guevara 20 năm tù
- Miguel Valdés Tamayo 15 năm tù
- Héctor Raúl Valle Hernández 12 năm tù
- Manuel Vázquez Portal 18 năm tù (được thả ngày 23.6.2009)
- Antonio Augusto Villareal Acosta 15 năm tù
- Orlando Zapata 18 năm tù (chết ngày 23.2.2010)

## Các phong trào liên quan
Các bà vợ của những nhà bất đồng chính kiến bị bắt giam đã lập ra một phong trào gọi là Các bà mặc y phục trắng (Ladies in White). Phong trào này đã được trao Giải thưởng Sakharov của Nghị viện châu Âu năm 2005.